# Dongfeng KR
Dongfeng KR (Dongfeng Kingrun/DongFeng Brocade) — семейство среднетоннажных грузовых автомобилей китайской компании Dongfeng. Кабина была разработана на основе кабины модели Nissan Diesel Condor.

## Технические характеристики
Автомобили Dongfeng KR комплектуются дизельными двигателями Dongfeng объёмом 4,5—6,7 литра мощностью 140—270 л. с. (Евро-2—Евро-5) с трансмиссиями собственного производства DF6S900.

## Другая информация
Автомобиль Dongfeng KR используется для перевозки грузов на ближние и дальние расстояния. Приборная панель автомобиля изогнутая для водительского удобства. Шумоизоляция допускается благодаря электрически управляемой камере впрыска и редуктору. Высота кабины упрощает управление. Передовое программное обеспечение обеспечивает удобство для трансмиссии. Крутящий момент составляет 650 Н*м. Сам автомобиль доступен для эксплуатации в странах с лево- и правосторонним движением.